# Puillorenç

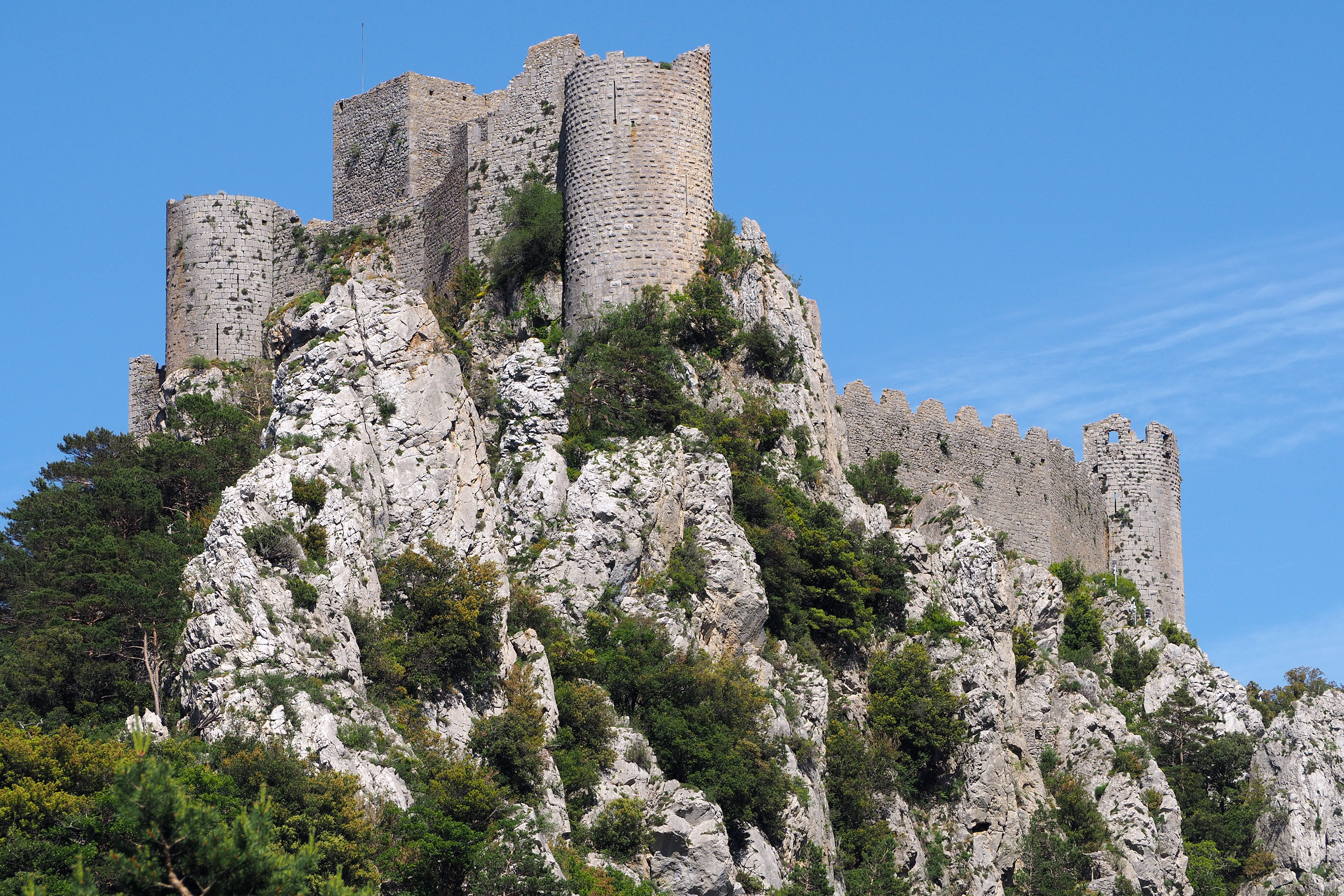
El castell de Puigllorenç

Puillorenç o Puigllorenç (en occità Puèglaurenç, Puèg Laurenç o Puèg-Laurenç pronunciat [pèlljaurens] localment), en francès Puilaurens) és un petit poble situat al departament de l'Aude (França), a la carretera D22 i als peus del castell de Puillorenç situat a la cimera del Mont Ardu. Forma part del municipi La Pradella-Puillorenç i té uns 100 habitants.
A la vora s'ha trobat una cova paleolítica del magdalenià superior, de fa uns dotze mil anys.
El 958 Lotari I de França va donar el territori prebostal de Puillorenç (format per tota la Vall de la Boulzane o de Santa Creu) al Monestir de Sant Miquel de Cuixà. A la cimera del mont Ardu sembla que hi havia una església dedicada a Sant Llorenç. Una butlla papal de Joan XV esmenta la capella de Santa Creu a Lavagnac, i al seu costat menciona un lloc anomenat La Capelheta, que podria ser la capella de Sant Llorenç abans a la cimera i ara reconstruïda al pla. El terreny va formar part dels dominis dels senyors de Perapertusa fins que cap al 1250 van passar al rei de França després de la guerra dels albigesos. L'església de Sant Llorenç va mantenir l'activitat i va ser objecte de reformes el 1695. Es va restaurar totalment el 1992. Disposa d'un retaule d'estil barroc que cobreix l'absis; la part central és un llenç on hi apareix representat el Crist a la creu emmarcat per les estàtues de la Mare de Déu i de Sant Llorenç. El cementiri hi està annexat.
El poble medieval fou abandonat cap al segle xv per acostar-se més al castell. La Pradella encara no existia.